# Marie Leopoldina Tyrolská
Marie Leopoldina Tyrolská (6. dubna 1632, Innsbruck – 7. srpna 1649, Vídeň) se sňatkem s císařem Ferdinandem III. stala císařovnou Svaté říše římské a královnou českou a uherskou.

## Původ
Marie Leopoldina byla dcerou arcivévody Leopolda V., hraběte tyrolského, a jeho manželky Klaudie, dcery toskánského velkovévody Ferdinanda I. z rodu Medicejských.
Arcivévoda Leopold V. se zapsal do českých dějin jako biskup pasovský roku 1611, při tzv. vpádu pasovských. Pro kněžský stav byl vybrán již ve dvanácti letech, nikdy však nezískal kněžské, natož biskupské svěcení. Roku 1625 rezignoval na své církevní úřady a následujícího roku se oženil s Klaudií Medicejskou. Měl s ní pět dětí, z nichž nejmladší byla právě arcivévodkyně Marie Leopoldina.

## Život
Narodila se 28. listopadu 1632 v Innsbrucku, kde byla vychována pod vlivem italské kultury, kterou v Tyrolsku podporovala její matka. Již v šestnácti letech ale odešla na vídeňský dvůr a byla vybrána za manželku Ferdinanda III., svého o téměř čtvrtstoletí staršího bratrance. Ten byl vdovcem s pěti dětmi (jeho první manželka Marie Anna byla otrávena).
Svatba blízkých příbuzných (jejich společným dědem byl Karel II. Štýrský) se konala v červenci 1648, v době intenzivních jednání o uzavření míru v Německu. Císařovo druhé manželství s mladičkou arcivévodkyní se zdálo svědčit o počátku nové doby; osobní štěstí Ferdinanda III. se téměř krylo s koncem válečných hrůz Třicetileté války.
Šťastné manželství však trvalo jen krátce, již první těhotenství se mladé císařovně a královně stalo osudným. 7. srpna roku 1649 porodila Marie syna, sama však na následky oslabení ve Vídni zemřela. Stejně jako první manželka Ferdinanda III., ani ona během svého krátkého života v manželství nestihla císařskou či královskou korunovaci. Její syn, který byl od dětství předurčen k církevní dráze a ze svého příbuzenství vytěžil spoustu výnosných úřadů, byl nepevného zdraví a zemřel v necelých patnácti letech.
Poslední sňatek Ferdinand uzavřel v roce 1651 s Eleonorou Magdalenou de Gonzaga (1630–1686).

## Potomci
- Karel Josef (7. srpna 1649 – 27. ledna 1664), velmistr Řádu německých rytířů, biskup pasovský, olomoucký a kníže-biskup vratislavský

## Vývod z předků
|                           |                         |  |                           |                          |  |  |  |  |  |  |  | Filip I. Sličný |
|                           |                         |  |                           |                          |  |  |  |  |  |  |  |                 |
|                           | Ferdinand I. Habsburský |  |                           |                          |  |  |  |  |  |  |  |                 |
|                           |                         |  |                           |                          |  |  |  |  |  |  |  |                 |
|                           |                         |  |                           | Jana I. Kastilská        |  |  |  |  |  |  |  |                 |
|                           |                         |  |                           |                          |  |  |  |  |  |  |  |                 |
|                           | Karel II. Štýrský       |  |                           |                          |  |  |  |  |  |  |  |                 |
|                           |                         |  |                           |                          |  |  |  |  |  |  |  |                 |
|                           |                         |  |                           | Vladislav Jagellonský    |  |  |  |  |  |  |  |                 |
|                           |                         |  |                           |                          |  |  |  |  |  |  |  |                 |
|                           | Anna Jagellonská        |  |                           |                          |  |  |  |  |  |  |  |                 |
|                           |                         |  |                           |                          |  |  |  |  |  |  |  |                 |
|                           |                         |  |                           | Anna z Foix              |  |  |  |  |  |  |  |                 |
|                           |                         |  |                           |                          |  |  |  |  |  |  |  |                 |
|                           | Leopold V. Habsburský   |  |                           |                          |  |  |  |  |  |  |  |                 |
|                           |                         |  |                           |                          |  |  |  |  |  |  |  |                 |
|                           |                         |  |                           | Vilém IV.                |  |  |  |  |  |  |  |                 |
|                           |                         |  |                           |                          |  |  |  |  |  |  |  |                 |
|                           | Albrecht V. Bavorský    |  |                           |                          |  |  |  |  |  |  |  |                 |
|                           |                         |  |                           |                          |  |  |  |  |  |  |  |                 |
|                           |                         |  |                           | Jakobea z Badenu         |  |  |  |  |  |  |  |                 |
|                           |                         |  |                           |                          |  |  |  |  |  |  |  |                 |
|                           | Marie Anna Bavorská     |  |                           |                          |  |  |  |  |  |  |  |                 |
|                           |                         |  |                           |                          |  |  |  |  |  |  |  |                 |
|                           |                         |  |                           | Ferdinand I. Habsburský  |  |  |  |  |  |  |  |                 |
|                           |                         |  |                           |                          |  |  |  |  |  |  |  |                 |
|                           | Anna Habsburská         |  |                           |                          |  |  |  |  |  |  |  |                 |
|                           |                         |  |                           |                          |  |  |  |  |  |  |  |                 |
|                           |                         |  |                           | Anna Jagellonská         |  |  |  |  |  |  |  |                 |
|                           |                         |  |                           |                          |  |  |  |  |  |  |  |                 |
| Marie Leopoldina Tyrolská |                         |  |                           |                          |  |  |  |  |  |  |  |                 |
|                           |                         |  |                           |                          |  |  |  |  |  |  |  |                 |
|                           |                         |  | Giovanni dalle Bande Nere |                          |  |  |  |  |  |  |  |                 |
|                           |                         |  |                           |                          |  |  |  |  |  |  |  |                 |
|                           | Cosimo I. Medicejský    |  |                           |                          |  |  |  |  |  |  |  |                 |
|                           |                         |  |                           |                          |  |  |  |  |  |  |  |                 |
|                           |                         |  |                           | Marie Salviati           |  |  |  |  |  |  |  |                 |
|                           |                         |  |                           |                          |  |  |  |  |  |  |  |                 |
|                           | Ferdinand I. Medicejský |  |                           |                          |  |  |  |  |  |  |  |                 |
|                           |                         |  |                           |                          |  |  |  |  |  |  |  |                 |
|                           |                         |  |                           | Pedro Álvarez de Toledo  |  |  |  |  |  |  |  |                 |
|                           |                         |  |                           |                          |  |  |  |  |  |  |  |                 |
|                           | Eleonora z Toleda       |  |                           |                          |  |  |  |  |  |  |  |                 |
|                           |                         |  |                           |                          |  |  |  |  |  |  |  |                 |
|                           |                         |  |                           | Maríe Osorio             |  |  |  |  |  |  |  |                 |
|                           |                         |  |                           |                          |  |  |  |  |  |  |  |                 |
|                           | Klaudie Medicejská      |  |                           |                          |  |  |  |  |  |  |  |                 |
|                           |                         |  |                           |                          |  |  |  |  |  |  |  |                 |
|                           |                         |  |                           | František I. Lotrinský   |  |  |  |  |  |  |  |                 |
|                           |                         |  |                           |                          |  |  |  |  |  |  |  |                 |
|                           | Karel III. Lotrinský    |  |                           |                          |  |  |  |  |  |  |  |                 |
|                           |                         |  |                           |                          |  |  |  |  |  |  |  |                 |
|                           |                         |  |                           | Kristina Dánská          |  |  |  |  |  |  |  |                 |
|                           |                         |  |                           |                          |  |  |  |  |  |  |  |                 |
|                           | Kristina Lotrinská      |  |                           |                          |  |  |  |  |  |  |  |                 |
|                           |                         |  |                           |                          |  |  |  |  |  |  |  |                 |
|                           |                         |  |                           | Jindřich II. Francouzský |  |  |  |  |  |  |  |                 |
|                           |                         |  |                           |                          |  |  |  |  |  |  |  |                 |
|                           | Claude Francouzská      |  |                           |                          |  |  |  |  |  |  |  |                 |
|                           |                         |  |                           |                          |  |  |  |  |  |  |  |                 |
|                           |                         |  |                           | Kateřina Medicejská      |  |  |  |  |  |  |  |                 |
|                           |                         |  |                           |                          |  |  |  |  |  |  |  |                 |